# 베렌합
베렌합(네덜란드어: berenhap)은 네덜란드의 패스트푸드이다. 미트볼과 양파를 썬 다음 꼬챙이에 번갈아 끼운 다음 튀겨 내는 꼬치이다. 파인애플이나 피망을 함께 꿰기도 한다. 네덜란드 북부에서는 사테 소스를, 플란데런과 네덜란드 남부에서는 여러 가지 다른 소스를 뿌려 먹는다.

## 이름
네덜란드어 "베렌합(berenhap)"은 "곰의 한 입"이라는 뜻이다. "크게 베어 문 한 입"을 뜻하기도 한다.
"베레합(Berehap)"이 상표명이기 때문에, 과거에는 "베레합"이나 "베렌합"이라는 이름을 다른 업체에서 쓸 수 없었다. 상표명을 피하기 위해 베렌클라우(네덜란드어: berenklauw→곰의 발톱, 네덜란드 북부), 미트볼 스페셜(네덜란드어: gehaktbal speciaal 헤학트발 스페시알[*], 노르트브라반트), 베렌포트(네덜란드어: berenpoot→곰의 발, 플란데런), 스푸트닉(네덜란드어: spoetnik) 등으로 불리기도 했다.